# Zweidimensionales Elektronengas
Ein zweidimensionales Elektronengas (2DEG) ist das Auftreten von metallischen Elektronen in einer Halbleiter-Heterostruktur, in der sich die Elektronen effektiv nur in zwei Dimensionen bewegen können. In 2DEGs treten viele Effekte auf, die in dreidimensionalen Systemen nicht auftreten, beispielsweise der Quanten-Hall-Effekt.

## Erzeugung
2DEGs können erzeugt werden, indem zwei Halbleiter-Schichten mit deutlich unterschiedlicher Bandlücke und unterschiedlichen Fermi-Niveau aufeinander aufgebracht werden. Um die unterschiedlichen Fermi-Energien auszugleichen, fließen an der Grenzschicht einige Elektronen auf den anderen Halbleiter und erzeugen dadurch ein lokales elektrisches Feld. Hierdurch kann es im Leitungsband ein relativ scharf auf die Grenzschicht begrenztes Energie-Minimum geben. Elektronen, die sich in diesem Minimum befinden, haben nicht genügend Energie, um dasselbe zu verlassen.
Da dieses Energieminimum senkrecht zur Grenzschicht sehr eng ist, folgt aus der Quantenmechanik, dass die Bewegung in dieser Richtung quantisiert ist mit einer relativ großen Energiedifferenz zwischen Grundzustand und erstem angeregtem Zustand. Hingegen ist die Bewegung parallel zur Ebene praktisch nicht eingeschränkt und weist deswegen eine, für Elektronengase typische, quadratische Energiedispersion auf. Solange die Bewegungsenergie unterhalb der Anregungsenergie für den ersten angeregten Zustand senkrecht zur Grenzschicht liegt, ist das Elektron daher auf nur zwei Freiheitsgrade beschränkt.

## Nanomaterialien
Die Bewegungsfreiheit der Elektronen kann auch auf noch weniger Dimensionen eingeschränkt werden:
- Beispielhaft für eindimensionale Materialien sind Quantendrähte
- Beispielhaft für nulldimensionale Materialien sind Quantenpunkte